# Notocitellus adocetus
Notocitellus adocetus là một loài động vật có vú trong họ Sóc, bộ Gặm nhấm. Loài này được Merriam mô tả năm 1903.